# Tyndarichus
Tyndarichus is een geslacht van vliesvleugeligen uit de familie Encyrtidae. De wetenschappelijke naam van dit geslacht is voor het eerst geldig gepubliceerd in 1910 door Howard.

## Soorten
Het geslacht Tyndarichus omvat de volgende soorten:
- Tyndarichus americanus Gordh & Trjapitzin, 1981
- Tyndarichus ibarrai Trjapitzin & Ruiz Cancino, 2001
- Tyndarichus kuriri Fahringer, 1944
- Tyndarichus melanacis (Dalman, 1820)
- Tyndarichus navae Howard, 1910
- Tyndarichus nitidulus Hayat, 2003
- Tyndarichus particornis (Girault, 1924)
- Tyndarichus scaurus (Walker, 1837)